# Кубок Греції з футболу 1952—1953
Кубок Греції 1952—53 — 11-й розіграш Кубка Греції.
Фінал відбувся 17 травня 1953 на стадіоні Апостолос Ніколаїдіс (Афіни). Зустрілися команди Олімпіакос та АЕК. Олімпіакос виграв з рахунком 3:2.

## Чвертьфінали
| Господарі    | Результат | Гості             |
| ------------ | --------- | ----------------- |
| Панатінаїкос | 3-0       | Македонікос       |
| Аріс         | 0-1       | АЕК               |
| Паніоніс     | 2-1       | Аполлон Каламарія |
| Фостірас     | 1-3       | Олімпіакос        |

## Півфінал
| Господарі    | Результат | Гості      |
| ------------ | --------- | ---------- |
| Панатінаїкос | 1-2       | Олімпіакос |
| АЕК          | 2-1       | Паніоніс   |

## Фінал
| 17.05.1953 |

| Олімпіакос                 | 3:2 | АЕК                       |
| -------------------------- | --- | ------------------------- |
| Kansos 21' 37' Darivas 79' |     | Serafidis 83' Kanakis 88' |

| Апостолос Ніколаїдіс, Афіни Арбітр: Zapardas |